# Lac du Diable (Matawinie)
Pour les articles homonymes, voir Diable (homonymie).
La rivière du Diable est un plan d'eau douce situé dans le parc national du Mont-Tremblant, dans le territoire non organisé du Lac-Legendre, dans la municipalité régionale de comté (MRC) de Matawinie, dans la région administrative de Lanaudière, au Québec, au Canada.
Dès le XIXe siècle, la foresterie a été l'activité économique prédominante dans ce secteur. Ce plan d'eau est généralement gelé de la mi-novembre jusqu'à avril. Néanmoins, la période de circulation sécuritaire sur la glace est habituellement de la mi-décembre à la fin mars.

## Géographie
D'une longueur de 2,5 km (orienté vers le sud), le lac du Diable est situé à environ 10 km au sud de l'embouchure de la rivière Matawin Ouest qui se déverse dans la rivière Matawin. Ce lac ressemble à la lettre « Y », dont le haut est ouvert vers le nord.
L'embouchure du lac du Diable est du côté ouest. D'une longueur de 82 km (mesuré en suivant le courant), la rivière du Diable (Mont-Tremblant) prend sa source au lac du Diable. À partir de l'embouchure du lac, le courant de la rivière du Diable coule sur :
- 400 m vers l'ouest, jusqu'au lac en Croix ;
- 3,9 km vers l'ouest, en traversant le lac en Croix ;
- 1,1 km vers le sud-ouest jusqu'au barrage du Diable.

Un sommet de montagne situé à 0,72 km du côté est du lac du Diable culmine à 583 m.

## Toponymie
Les toponymes "rivière du Diable" et "lac du Diable" sont interreliés, car ce dernier constitue le lac de tête de la rivière du même nom. Le toponyme "Lac du diable" n'est aucunement lié à Lucifer. Ce toponyme fait référence au caractère impétueux de la rivière, avec ses rapides et ses chutes que les explorateurs et voyageurs devaient contourner. Parfois les draveurs devaient prendre de grands risques pour libérer les billes de bois prisonnières des rapides et les remettre dans le courant. En somme, sur plusieurs segments de la rivière, les voyages en embarcation de rivière étaient difficiles à cause de ces obstacles naturelles et du niveau de l'eau. En sus, les routes de glace sur la rivière étaient discontinues car il fallait aménager des routes forestières de contournement des zones non gelées, tels les zones de rapides et les chutes. En somme, cette rivière donnait un "mal de diable" aux travailleurs forestiers et aux voyageurs.
Le toponyme "lac du Diable" a été officialisé le 11 janvier 1972 à la Banque des noms de lieux de la Commission de toponymie du Québec.